# Ratpenat de ferradura de Luzon
El ratpenat de ferradura de Luzon (Rhinolophus subrufus) és una espècie de ratpenat de la família dels rinolòfids. Viu a les Filipines. El seu hàbitat natural és el bosc tropical de terres baixes. No hi ha cap amenaça significativa per a la supervivència d'aquesta espècie.